# Stepan Ołeksenko
Stepan Antonowycz Ołeksenko (ukr. Степа́н Анто́нович Оле́ксенко, ur. 9 grudnia?/22 grudnia 1904 w guberni kijowskiej, zm. 25 września 1976 w Kijowie) – radziecki, ukraiński polityk, działacz partyjny.

## Życiorys
Od 1927 w WKP(b), w 1933 ukończył Kijowski Instytut Mechanizacji i Elektryfikacji Gospodarki Rolnej, od 1935 II sekretarz, a 1937 I sekretarz rejonowego komitetu KP(b)U w obwodzie charkowskim. W 1937 kolejno III sekretarz i II sekretarz Komitetu Obwodowego KP(b)U w Charkowie, w latach 1937–1938 I sekretarz Biura Organizacyjnego KC KP(b)U na obwód kamieniecko-podolski, 1938 kierownik wydziału KC KP(b)U. Od 1943 do marca 1944 I sekretarz Komitetu Obwodowego KP(b)U w Kamieńcu Podolskim, od maja 1943 do marca 1944 szef sztabu ds. kierowania ruchem partyzanckim w obwodzie kamieniecko-podolskim, od grudnia 1943 do kwietnia 1944 dowódca zgrupowania partyzanckiego w obwodzie kamieniecko-podolskim. Od kwietnia 1944 do 1946 I sekretarz Komitetu Obwodowego KP(b)U w Drohobyczu, w latach 1946–1949 studiował w Wyższej Szkole Partyjnej przy KC WKP(b), 1949–1952 ponownie I sekretarz Komitetu Obwodowego KP(b)U w Drohobyczu. Od 1953 zastępca, później I zastępca ministra sowchozów Ukraińskiej SRR, zastępca ministra lokalnego przemysłu paliwowego Ukraińskiej SRR, do 1963 szef Głównego Zarządu Elektryfikacji Gospodarki Rolnej Ministerstwa Gospodarki Rolnej Ukraińskiej SRR, w latach 1963–1971 szef Głównego Zarządu Wiejskiej Elektryfikacji Ministerstwa Energetyki i Elektryfikacji Ukraińskiej SRR, równocześnie zastępca ministra energetyki i elektryfikacji Ukraińskiej SRR, od grudnia 1971 na emeryturze. Odznaczony Orderem Lenina i Orderem Wojny Ojczyźnianej I klasy (1945).